# Justin Huish
Justin Huish (n. 9 ianuarie 1975, Fountain Valley⁠(d), California, SUA) este un arcaș ce a reprezentat Statele Unite ale Americii, medaliat olimpic. A participat la o ediție a Jocurilor Olimpice (1996) în care a câștigat două medalii de aur.